# Michel Kleczkowski
Michel Alexandre Kleczkowski, (h. Cholewa), né le 28 février 1818 (Pologne) et mort le 26 mars 1886  dans le 16e arrondissement de Paris, est un professeur de chinois français d'origine polonaise.

## Biographie
Michel Kleczkowski, est né au château de Kleczkow, de Joseph et de Julie Sobieska.
Il est Consul général de France, ministre plénipotentiaire.
Il occupe le poste de Premier secrétaire interprète du gouverneur pour les langues de la Chine. 
Il est professeur de chinois vulgaire à l'École nationale des Langues orientales vivantes.
Il épouse Euphémie Tudor.
Il demeure Rue Galilée, à Paris. Il est mort à l'âge de 68 ans.
Ses archives sont conservées par le ministère des Affaires étrangères (392PAAP).

## Publications
- Cours graduel et complet de chinois parlé et écrit.

## Distinctions
- Chevalier de la Légion d'honneur en 1852.
- Officier de la Légion d'honneur en 1878.